# Fillinges
Fillinges és un municipi francès situat al departament de l'Alta Savoia i a la regió d'Alvèrnia-Roine-Alps. L'any 2007 tenia 2.955 habitants.

## Demografia

### Població
El 2007 la població de fet de Fillinges era de 2.955 persones. Hi havia 1.086 famílies de les quals 194 eren unipersonals (95 homes vivint sols i 99 dones vivint soles), 317 parelles sense fills, 501 parelles amb fills i 74 famílies monoparentals amb fills.
La població ha evolucionat segons el següent gràfic:
Habitants censats

### Habitatges
El 2007 hi havia 1.243 habitatges, 1.097 eren l'habitatge principal de la família, 89 eren segones residències i 56 estaven desocupats. 1.095 eren cases i 142 eren apartaments. Dels 1.097 habitatges principals, 938 estaven ocupats pels seus propietaris, 116 estaven llogats i ocupats pels llogaters i 42 estaven cedits a títol gratuït; 10 tenien una cambra, 66 en tenien dues, 102 en tenien tres, 246 en tenien quatre i 672 en tenien cinc o més. 985 habitatges disposaven pel capbaix d'una plaça de pàrquing. A 345 habitatges hi havia un automòbil i a 719 n'hi havia dos o més.

### Piràmide de població
La piràmide de població per edats i sexe el 2009 era:
| Homes | Edats   | Dones |
| ----- | ------- | ----- |
| 4     | 95 o +  | 0     |
| 0     | 90 a 94 | 8     |
| 4     | 85 a 89 | 12    |
| 4     | 80 a 84 | 4     |
| 24    | 75 a 79 | 36    |
| 32    | 70 a 74 | 28    |
| 28    | 65 a 69 | 28    |
| 68    | 60 a 64 | 40    |
| 56    | 55 a 59 | 92    |
| 104   | 50 a 54 | 52    |
| 120   | 45 a 49 | 120   |
| 64    | 40 a 44 | 108   |
| 136   | 35 a 39 | 152   |
| 96    | 30 a 34 | 96    |
| 52    | 25 a 29 | 88    |
| 40    | 20 a 24 | 56    |
| 72    | 15 a 19 | 56    |
| 108   | 10 a 14 | 64    |
| 96    | 5 a 9   | 112   |
| 68    | 0 a 4   | 124   |

## Economia
El 2007 la població en edat de treballar era de 2.050 persones, 1.600 eren actives i 450 eren inactives. De les 1.600 persones actives 1.518 estaven ocupades (809 homes i 709 dones) i 82 estaven aturades (38 homes i 44 dones). De les 450 persones inactives 122 estaven jubilades, 165 estaven estudiant i 163 estaven classificades com a «altres inactius».

### Ingressos
El 2009 a Fillinges hi havia 1.088 unitats fiscals que integraven 2.769,5 persones, la mediana anual d'ingressos fiscals per persona era de 26.518 €.

### Activitats econòmiques
Dels 183 establiments que hi havia el 2007, 5 eren d'empreses alimentàries, 4 d'empreses de fabricació de material elèctric, 20 d'empreses de fabricació d'altres productes industrials, 32 d'empreses de construcció, 42 d'empreses de comerç i reparació d'automòbils, 2 d'empreses de transport, 10 d'empreses d'hostatgeria i restauració, 2 d'empreses d'informació i comunicació, 9 d'empreses financeres, 7 d'empreses immobiliàries, 24 d'empreses de serveis, 16 d'entitats de l'administració pública i 10 d'empreses classificades com a «altres activitats de serveis».
Dels 43 establiments de servei als particulars que hi havia el 2009, 5 eren tallers de reparació d'automòbils i de material agrícola, 7 paletes, 4 guixaires pintors, 5 fusteries, 4 lampisteries, 6 electricistes, 3 perruqueries, 5 restaurants, 2 agències immobiliàries i 2 salons de bellesa.
Dels 8 establiments comercials que hi havia el 2009, 2 eren fleques, 1 una fleca, 2 botigues d'electrodomèstics, 1 una botiga de mobles, 1 una botiga de material de revestiment de parets i terra i 1 una joieria.
L'any 2000 a Fillinges hi havia 12 explotacions agrícoles que ocupaven un total de 224 hectàrees.

## Equipaments sanitaris i escolars
L'únic equipament sanitari que hi havia el 2009 era una farmàcia.
El 2009 hi havia 1 escola maternal i 1 escola elemental.

## Poblacions més properes
El següent diagrama mostra les poblacions més properes.